# Contes d'Ise
Els Contes d'Ise (en japonés: Ise monogatari (伊勢物語) són contes japonesos, famosos en la literatura i cultura del Japó. Se'n desconeix, però, l'autoria i la data d'escriptura.

## Història
Durant el període Heian comença a crear-se la literatura japonesa i les primeres novel·les. Les històries d'amor dels Contes d'Ise es troben entre les més famoses, com ara el Conte de Genji.

## Descripció
Són 143 passatges (a vegades molt breus, i que inclouen només un poema waka (yamato-uta), que reuneixen 209 poemes.
Bona part dels giren al voltant de la presència d'Ariwara no Narihira, el poeta seductor, les aventures amoroses del qual es descriuen al llarg dels contes, intercalades amb molts poemes seus.

## Paper en la pintura
La il·lustració dels Contes d'Ise (Ise monogatari-e) és un tema recurrent en la pintura i el gravat japonés des del període Heian; de manera que moltes obres pictòriques sobre contes d'una gran diversitat els reviuen (corrons dibuixats, impressió ukiyo-e, pantalles, ventalls, fullets, etc.).